# Plantae Javanicae Rariores
Plantae Javanicae Rariores (abreviado Pl. Jav. Rar. (Bennett)) es un libro con ilustraciones y descripciones botánicas que fue escrito por el botánico británico Johannes Joseph Bennett y publicado en Londres en 4 partes en los años 1838 a 1852, con el nombre de Plantae Javanicae Rariores, Descriptae Iconibus Illustratae, quas in Insula Java, Annis 1802-1818, Legit et Investigatit Thomas Horsefield, M.D. e Siccis Descriptiones et Characteres Plurimarum Elaboravit Joannes J. Bennett; Observationes Structuram et Affinitates Praesertim Respicientes Passim Adjecit Robertus Brown.

## Publicación
- Parte 1, pág. [1]-104, pl. 1-24, 4-7 de julio de 1838;
- parte 2, p. 105-196, pl. 25-40, mayo de 1840;
- parte 3, p. 197-238, pl. 41-45, noviembre de 1844;
- parte 4, p. 239-258, pl. 46-50, 8-31 de mayo de 1852